# قبيلة أحمر
قبيلة أحمر أو قبيلة أولاد أحمر قبيلة تقع مجالاتها في غرب مدينة مراكش، وهي تابعة لجهة دكالة عبدة، وتحدها شرقا قبائل الكيش، وشمالا قبيلة الرحامنة واتحادية قبائل دكالة، وغربا اتحادية قبائل عبدة، وقبيلة الشياظمة، وجنوبا قبيلة أولاد أبي السباع وجزء من قبيلة مزوضة، وقاعدتها مدينة الشماعية التي تقع في وسط أراضيها.

## أصول قبيلة أحمر
يرجع أصل قبيلة أحمر إلى عرب بني معقل، أورد ذكرهم ليون الإفريقي في كتابه وصف إفريقيا صفحة 54 (باب مواطن معقل وعددهم) قائلا: " تسكن أحمر صحراء تكانوت (قال المحقق لعلها تكاووست) ويتلقون بعض الإعانات المالية من سكان قرية تكاووست، وينتقلون في الصحراء إلى واد نون، ويبلغ عدد محاربيهم نحو ثمانية آلاف رجل."

## تاريخ القبيلة
شاركت معقل قبائل بني هلال وباقي القبائل القيسية في التغريبة الهلالية انطلاقا من صعيد مصر نحو شمال أفريقيا. دخل أولاد أحمر في جملة العرب الذين أدخلهم المنصور الموحدي المغرب الأقصى بعد انتصاره على ابن غانية بتونس، قبل أن تتفرق قبائلهم في التراب المغربي طولا وعرضا، وفي سبب هذا ذكر بعض المؤرخين أن حربا وقعت بين سليم ومعقل فتكاثرت عليهم سليم وكانت لهم الغلبة فاضطر عدد من بطون معقل إلى النزوح جنوبا.

## معالم القبيلة
تشتهر قبيلة أولاد احمر بوجود ضريح الصوفي الشهير في العالم العربي على أراضيها، وهو سيدي شيكر الذي يقع مشهده بالقرب من الطريق الرابطة بين الشماعية ومدينة شيشاوة، كما تشتهر أيضا بمدرسة الأمراء التي كانت فضاء للتدريب على الرماية والفروسية وركوب الخيل وتعليم الفقه، وقد درس بها عدد من الأمراء العلويين كالسلطان المولى سليمان، ومولاي الحسن الأول، ومولاي عبد الحفيظ، على أيدي مجموعة من الفقهاء والعلماء، منهم محمد بن عبد الواحد بن سودة أستاذ الحسن الأول، والتهامي بن عبد القادر المراكشي المدعو بابن الحداد المكناسي، وشعيب الدكالي. وقد ظلت هذه المدرسة وفية لاستقبال أبناء السلاطين العلويين ومرافقيهم من أبناء محمد بن عبدالله إلى أبناء السلطان الحسن الأول، الذي زارها عدة مرات وقام بترميمها سنة 1302هـ 1885م. وتعرف هذه المعلمة حالة من الإهمال الكبير,
و يروى أن سيدي شيكر هو أحد أصحاب عقبة بن نافع الفهري، الفاتح الكبير لبلاد المغرب، أدركه المرض عند مرور عقبة قافلا من سوس، فتوفي ودفن في هذا المكان، على ضفة وادي تانسيفت، ويعتبر ضريحه من أقدم الأضرحة في المغرب منذ الفتح الإسلامي للمغرب.

## وصلات خارجية
http://www.alnssabon.com/showthread.php?t=25020